# Sōtō
Sōtō (曹洞宗; jap. sōtō-shū, chiń. caodong) – jedna z dwóch głównych szkół japońskiego buddyzmu zen (drugą jest rinzai). Jest największym odłamem zen w Japonii, gdzie posiada 14 718 świątyń, 15 528 mnichów, 1177 mniszek i 7 milionów zwolenników (1989). Jest także popularna poza granicami tego kraju.

## Wprowadzenie szkołycaodongdo Japonii i początki rozwoju
Chiny były dla japońskich buddystów tym, czym Indie dla buddystów chińskich. Właściwie wszystkie idee pochodziły z Chin. Większość określeń japońskiego zenu przedstawia wyidealizowany obraz tego, jaki powinien być zen (chan) chiński. Dlatego też utożsamienie japońskiego zenu z Chinami wyraźnie odzwierciedla pogląd, że zen istnieje tylko dzięki wyłącznej linii przekazu odziedziczonej przez wybraną małą grupkę Japończyków od ich chińskich nauczycieli. Szkoła sōtō została wprowadzona z Chin do Japonii przez Dōgena Kigena, który w 1227 r. powrócił do ojczyzny ze studiów w klasztorze caodong mistrza chan Tiantonga Rujinga na górze Tiantong.
Dla tradycji sōtō istotnych jest trzech Japończyków: Dainichibō Nōnin (大日房能忍), Myōan Eisai (明菴栄西) i Dōgen Kigen (道元希玄).
Nōnin był pierwszym buddystą, który usiłował stworzyć w Japonii niezależną grupę zen i to pomimo tego, iż nigdy nie był w Chinach. Nauczał swojej formy zenu w świątyni szkoły tendai Sanbō w Settsu pod koniec XII w. Grupa ta nazwała się Daruma-shū, czyli Szkoła Bodhidharmy. Po śmierci Nōnina uczniowie jego w większości stali się członkami linii przekazu założonej przez Dōgena i zostali jego najwybitniejszymi uczniami i spadkobiercami. Byli to m.in. Koun Ejō (孤雲懐奘), Ekan, Giun, Kangan Giin (寒巌義尹), Tettsū Gikai (徹通義介), Gien, Gijun, Gison, Giun.
Eisai udawał się Chin dwukrotnie i miał okazję bezpośrednio obserwować mistrzów chan. Jego uczniem w Kennin-ji był od 1217 r. Dōgen.

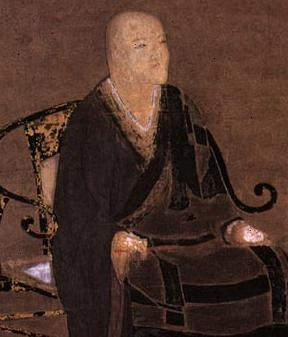
Dōgen Zenji

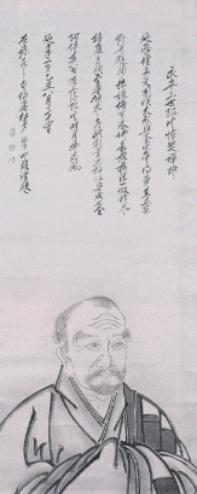
Koun Ejō

W 1223 r. Dōgen – wraz ze swoim nauczycielem zen z Kennin-ji Ryōnenem Myōzenem (1184–1225) (明全) – udał się do Chin i w 1225 r. został uczniem mistrza chan szkoły caodong Tiantonga Rujinga (1163–1228). Dōgena od Nōnina i Eisaia różniło to, że postanowił przenieść na grunt japoński chińskie struktury klasztorne. Tak więc klasztory Dōgena: Kōshō i Eihei były pierwszymi w Japonii, które posiadały sōdō, halę czy też gmach mnichów, w którym mnisi mieszkali i medytowali zgodnie z chińskimi regułami klasztornymi. Dōgen ustanowił także linie przekazu, z których część przetrwała do dziś. Dlatego m.in. jest uważany za ojca-założyciela sōtō.
Ostateczny sukces zen w Japonii był różnie tłumaczony, jednak nie były to odpowiedzi w pełni naświetlające ten problem. Ostatnio Funaoka Makoto zasugerował, że szybki rozwój zen zawdzięczać należy wzrostowi zainteresowania praktyką medytacji wśród japońskich mnichów. W okresie Kamakura zainteresowali się zenem mnisi o niskim socjalnym statusie, którzy z premedytacją odrzucili skomplikowany buddyzm uprawiany w wielkich klasztorach na korzyść prostego i bezpośredniego podejścia do praktyki buddyjskiej. Jeśli przypatrzymy się biografiom Dōgena i np. Ejō, to zauważyć można, iż uprzednio praktykowali oni właśnie buddyzm w klasztorach na górze Hiei. Obaj rozczarowani poszukiwali właściwych form praktyki – Dōgen wstąpił do klasztoru Eisaia (Kennin-ji), a potem udał się Chin, a Ejō zaczął nawet praktykę Czystej Krainy u jednego z uczniów Hōnena, aby szybko przejść do praktyki zen u ucznia Nōnina – Kakuana.
Początek medytacyjnej praktyki w Japonii był niemal zawsze utożsamiany z górskim ascetyzmem. Od okresu Nary Japończycy uważali praktykę w górach za „czystą praktykę” (jap. jōgyō 浄行) lub „praktykę medytacji” (jap. zengyō 禅行), a mnisi praktykujący w górach nazywani byli „mistrzami medytacji” (jap. zenji 禅師).
Dōgen podkreślał, że był pierwszym, który wprowadził wiele chińskich praktyk monastycznych, takich jak np. rytualne techniki medytacyjne (jap. zazengi 座禅儀), wieczorne wykłady (jap. bansan 晩参), stanowisko klasztornego kucharza (jap. tenzo), halę mnichów, formalne wykłady zenu (jap. jōdō) itd. Z drugiej strony odrzucił chiński system ordynacji buddyjskiej i wprowadził ordynację według wzorów szkoły tendai. Równocześnie jego wczesne teksty wykazują sekciarskie podejście do zenu praktykowanego w szkole Nōnina i Eisaia; w celu promowania własnej linii przekazu zen ośmieszał takich wczesnych nauczycieli chanu jak Yikong i Daofang.
Dōgen od samego początku narzucił styl górskiego ascetyzmu i czystej praktyki. W 1243 r. przeniósł całą swoją mnisią wspólnotę do wiejskiego Echizen. Odtąd szkoła sōtō związała się z odległymi od centrów władzy i miast wiejskimi terenami. Miało to pewien wpływ na rodzaj religijnej praktyki szkoły. Mimo że Dōgen podkreślał praktykę medytacyjną skupioną na jednym celu zapewne aby odciąć się od religijnego paradygmatu typowego dla wiejskich rejonów kojarzonych z popularnymi kultami i ezoterycznymi mocami, które wieś japońska utożsamiała z praktykami ascetycznymi, to w rzeczywistości przeprowadzał ceremonie dla świeckich wyznawców, podczas których dochodziło do cudownych zdarzeń – np. pojawiania się niebiańskich kwiatów na rzeźbach ołtarzowych. Z biografii innych mistrzów sōtō także wynika, iż dostosowali się oni pod tym względem do ludowych oczekiwań.
W 1236 r. Dōgen zakończył budowę hali mnichów (jap. sōdō) w Kōshō-ji tworząc tym samym pierwszy klasztor zen w chińskim stylu w Japonii. Była to sensacja na miarę całego kraju; aby oglądać medytujących bez ruchu na podwyższeniu mnichów organizowano specjalne podróże. Klasztor znalazł natychmiast możnych protektorów ze stolicy. W kilka miesięcy później Dōgen przeniósł się z częścią mnichów do Echizen, gdzie panował potężny ród Hatano i który stał się patronem nowego klasztoru. Przenosiny do Echizen rozpoczęły całkowitą ekonomiczną zależność od klasy wojowników. W 1246 r. Dōgen zmienił nazwę klasztoru z Daibutsu (Klasztor Wielkiego Buddy) na Eihei.

## Rozwój szkoły
Mnisi wiążąc się z wiejskimi rejonami Japonii wprowadzili na te tereny religię na niespotykanym w tych rejonach wysokim poziomie. Początkowo osiedlali się w maleńkich buddyjskich kaplicach i dostarczali wszelkich posług religijnych, których od nich miejscowa ludność wymagała. Wiele klasztorów sōtō powstało w ramach nowych projektów budowlanych wsi w trosce o uspokojenie złych demonów czy też duchowego nawrócenia lokalnych japońskich kami na zen.
Aby w pełni zabezpieczyć funkcjonowanie szkoły i sprostanie wymaganiom, liderzy sōtō utworzyli sieć świątyń i klasztorów zorganizowaną w hierarchię o kształcie piramidy. Podstawą systemu były specyficzne reguły sukcesji opatów. Rotacyjny system (jap. rinjū) opatów pochodzących z różnych linii przekazu Dharmy górował pod wieloma względami nad systemem następstwa w jednej linii przekazu, gdy następujący opat był uczniem ustępującego. Aby lepiej kontrolować zarówno klasztory jak i mnichów, jednym z organizacyjnych elementów sieci był sekciarski podział, którego istotą był różne linie przekazu zen. Struktura i regionalne wzory rozwoju odbijały równocześnie polityczne koneksje z potężnymi lokalnymi panami, którzy patronowali głównym klasztorom.
Oto graficzne przedstawienie systemu rotacyjnego opatów (rinjū). Liczby w nawiasie po nazwisku opata reprezentują jego kolejność w rotacji w klasztorze Daiji, tłustym drukiem wyróżniono bezpośrednich uczniów Kangana Giina:
- Kangan Giin (1)
  - Shidō Shōyu (2)
  - Tetsuzan (3)
    - Gishō (6)
      - Hohan (11)
        - Gyokukan (18)
          - Senten (28)

    - Daiko (7)
      - Gikai (12)
        - Meishitsu (20)

    - Shiryō (14)
      - Mutō (22)

    - Ten’an (8)
      - Chōkei (16)
        - Ryōshitsu (24)

  - Gukoku (4)
    - Musetsu (9)
      - Meian (27)

  - Ninnō (5)
    - Gen’e (10)
      - Zuseki (29)
      - Sansen (25)

    - Saijū (13)
    - Giyū (15)
      - Baiin (26)

    - Mōan (17)
    - Kozen (19)
    - Tekiden (21)
    - Etsuō (23)

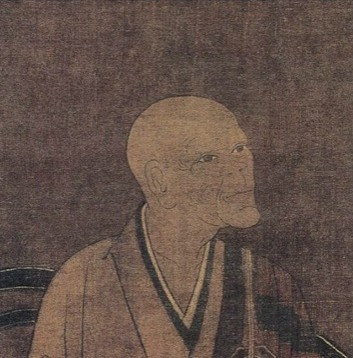
Tettsū Gikai

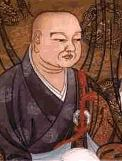
Keizan Jōkin

Rozwój sōtō po śmierci Dōgena (1253) zawdzięcza ta szkoła jego uczniom, takim jak Kangan Giin (1217–1300), Senne (bd) i Kyōgō (bd) (obaj odpowiedzialni bardziej za rozwój ortodoksji sōtō), Tettsū Gikai (1219–1309), Jakuen (chiń. Jiyuan; 1207–1299), Giun. Szczególną rolę przypisuje się Keizanowi Jōkinowi (1264–1325) (瑩山紹瑾), którego niektórzy współcześni badacze uważają za prawdziwego twórcę szkoły sōtō. Klasztor Keizana Sōji stał się równorzędnym rywalem Eihei-ji. Sōji-ji zarządzał największą siecią stowarzyszonych klasztorów i świątyń w szkole sōtō, w XVI w. został obwołany głównym klasztorem szkoły. W 1615 r. siogunat Tokugawy zatwierdził oba klasztory jako główne świątynie sōtō i wydał dla nich dwa różne zestawy reguł (jap. hatto). Rywalizacja między tymi klasztorami była tak zaciekła, że przy podejmowaniu decyzji zawsze stały po przeciwnych stronach. Dopiero w erze Meiji oba klasztory zaczęły współpracować w celu przeprowadzenia reform. Jednak w 1892 r. Sōji-ji odwołał wszystkie ugody z Eihei-ji i usiłował doprowadzić do secesji. Gdyby się ona udała, Eihei-ji straciłby ponad 90% świątyń sōtō w Japonii. Obrońcy układu zaczęli akcję wykazywania, iż prawdziwym twórcą szkoły był Dōgen, a Keizan jedynie popularyzatorem. Nie dopuszczono więc do dłuższej separacji klasztorów, chociaż problemy nie zostały całkowicie rozwiązane. W rzeczywistości główną świątynią Keizana był klasztor Yōkō i jego zdaniem miał on być instytucją modelową. Jednak opaci Sōji-ji wykorzystali z sukcesem model Yōkō-ji i uczynili właśnie ten klasztor głównym.
Sōtō od samego początku istnienia było związane z wiejskimi rejonami Japonii. Uczniowie Dōgena założyli nowe świątynie w odległych miejscach, na północy w rejonie Kaga, na południu w rejonie Higo na wyspie Kiusiu. Keizan z kolei stworzył sieć świątyń od prowincji Kaga do Noto. Olbrzymi rozwój zawdzięcza sōtō jego spadkobiercy Gasanowi (1276–1366) (峨山韶碩), który ze swoimi 13 uczniami wybudował ponad 20 klasztorów w więcej niż 17 prowincjach Japonii. Nowe klasztory można podzielić na 2 grupy: ufundowane przez świeckich patronów (panów z kasty wojowników) oraz wybudowanych przez lokalnych nauczycieli szkoły w celu szerzenia wiary. Jednak prędzej czy później nawet ta druga grupa klasztorów otrzymywała wsparcie od lokalnych władz i ludności. Ostatecznie błyskawiczny rozwój nowych klasztorów szkoły był wynikiem umiejętności mnichów w zdobywaniu poparcia lokalnych ludzi władzy.
W czasie formowanie się zakonu sōtō świątynie były izolowane geograficznie, ale nie politycznie. Cechą charakterystyczną była sekciarska (w znaczeniu linii przekazu) frakcyjność, np. konflikty między klasztorami Daiji i Eihei, które przenosiły się na prawie całą sieć organizacyjną szkoły. Jednak przed okresem Tokugawy nie wszystkie klasztory należały do jakiejś frakcji. Wiele mniejszych klasztorów unikało konfliktu, gdyż ich opatami stawali się mnisi z różnych linii przekazu. Z drugiej strony czasem nawet klasztory należące do jednej linii przekazu – np. wybudowane przez uczniów Gasana Jōsekiego – Dōsō Dōaia (zm. 1379) i Chikudō Ryōgena – nigdy się nie łączyły. Dopiero w okresie Tokugawy wymuszono na szkole integrację wszystkich klasztorów według jasno określonej hierarchii.
Za koniec wstępnego – średniowiecznego – rozwoju sōtō, przyjmuje się 1570 r. Przyszły kształt szkoły został wyznaczony przez dwa główne wydarzenia: krwawą wojnę na północno-wschodnich terenach Japonii (Hokuriku) oraz politykę religijną regionalnych panów (jap. sengoku daimyō). Dziś trudno ocenić ile klasztorów zostało zniszczonych w trakcie zwycięskiej wojny Ody Nobunagi przeciwko klanowi Asakura (朝倉). Wiadomo, że zniszczeniu uległa większość klasztorów w Echizen, które należały do linii Tenshina frakcji Baisana, i które sposorowane były przez ród Asakura. W 1574 r. doszczętnie spalony został Ryūtai-ji (klasztor Baisana), a w 1575 r. Eihei-ji. Kilkakrotnie w latach 1572-1592 płonął częściowo klasztor Keizana Yōkō. W trzech prowincjach Kaga, Noto i Etchū uległo zniszczeniu co najmniej dziesięć klasztorów z linii Gasana i dwadzieścia trzy z linii Meihō.
W okresie Tokugawa klasztorne zasady były już raczej ustalane przez agencje rządowe, a nie przez opatów.
1570 r. wyznacza także pełny rozwój doktryny i praktyki sōtō. Szkoła ta stała się nie tylko jedną z największych instytucji religijnych w Japonii ale rozwinęła również japońskie formy praktyki zen. Szczególnie ważna była tu praktykowana rotacja opatów w klasztorach, gdyż wymagała ona stałego dotarczania nowych mistrzów zen, czemu starał się sprostać system edukacji szkoły: główną rolę odgrywał tu trening kōanowy.

## Praktyka szkoły

### Medytacja
Sōtō przywiązuje obecnie dużą wagę do praktyk spokojnej medytacji, dokładniej „zenu cichego oświecenia” (chiń. mozhaochan 默照禪, jap. mōkushō zen), bez ostrych akcentów charakterystycznych dla rinzai. W znacznie mniejszym stopniu wykorzystuje się tu kōany, opiera się za to bardziej na praktyce shikantaza (oryginalny termin chiński zhiguan dazuo). Praktyka medytacyjna została przeniesiona przez Dōgena z Chin. Podczas pobytu Dōgena w Chinach otrzymał on w 1227 r. przekaz Dharmy od mistrza Tiantonga Rujinga. Był on opatem klasztoru Jingde na górze Tiantong. Znaczące jest, iż opatem tego samego klasztoru był twórca idei „cichej iluminacji” Hongzhi Zhengjue (1091–1157). Sam Rujing był w trzecim pokoleniu następcą brata dharmicznego mistrza Hongzhiego – Zhenxie Qingliao (obaj byli uczniami mistrza Danxia Zichuna). Dōgen niezwykle czcił Hongzhiego, nazywając go „dawnym buddą”. Wpływ tego mistrza na Dōgena uwidacznia się w praktyce medytacyjnej.
Dōgen określa „medytację cichego oświecenia” Hongzhiego nazwą shikantaza (chiń. zhiguan dazuo 只管打座), czyli „tylko siedzenie”. Był to termin Rujinga. Już sama nazwa wskazuje, iż była to medytacja bez obiektu medytacji i niedualistyczna, która nie zawiera żadnych etapów czy dążenia do jakiegoś celu czy osiągnięcia. Jest więc aktywnością radykalnie odmienną od ludzkiej aktywności w świecie zewnętrznym, której celem jest osiągnięcie pewnych rezultatów. Honghzhi podkreślał, że każdy już posiada jaśniejące „pole nieograniczonej pustki... od samego początku”. Zatem nie trzeba szukać czegoś gdzie indziej. Hongzhi podkreśla nieustannie „całość i nierozdzielność”. Dla tego jaśniejącego umysłu nic nie jest zewnętrzne.
Niezwykle istotną nauką u Dōgena było „puszczenie ciała i umysłu” (jap. shinjin datsuraku), którą także wziął od Hongzhiego. Była ona szczególnie ważna dla Dōgena, gdyż wiązała się z momentem jego oświecenia w medytacyjnej hali klasztoru Jingde. Podczas medytacji do sali wszedł Rujing i widząc śpiącego mnicha obok Dōgena powiedział: „Studiowanie drogi to odcięcie ciała-umysłu. Dlaczego zajmujesz się skupionym snem, zamiast skupioną medytacją?” Po tych słowach Dōgen został oświecony. Udał się do pokoju Rujinga i powiedział: „Ciało-umysł jest puszczone”. Na to mistrz twierdząco odparł: „Ciało-umysł jest odcięte, odcinając ciało-umysł”. Dōgen poprosił, aby mistrz nie potwierdzał tego tak łatwo, więc Rujing odparł: „odcinając odcięte”.

### Kōany (i początki literatury sōtō)
Na szybki rozwój szkoły sōtō złożyły się głównie trzy praktyki zen prowadzone przez mnichów tej szkoły: praktyka kōanowa, rytuały związane z ordynacją oraz ceremonie pogrzebowe. Średniowieczni mnisi i mniszki opanowywali głębokość oświecenia, trywialne chwile codziennego życia i rutynowe czynności klasztornego treningu poprzez język chińskich patriarchów z zapisanych tekstów kōanowych. Studiowanie kōanów (jak i dwie uprzednio wymienione aktywności) zamknęło transcendencję zen w zrozumiałych i ustalonych formach; można go było wyrazić w konkretnym akcie-działaniu i pozwalało na jego komunikowanie mnichom, mniszkom i ludziom świeckim. Zarówno dla kleru jak i wieśniaków praktyka zen łączyła symboliczny przekaz oświecenia Buddy, jego ucieleśnienie w żywych słowach i działaniach mistrza zen, zarówno w klasztorze jak i poza nim.
Chociaż jest prawdą, że Dōgen krytykował pewne aspekty treningu kōanowego, to wiadomo, że mistrz osobiście trenował i uczył swoich uczniów systematycznej metody pracy z kōanami. Ta jego praca nie mogłaby być podjęta bez dogłębnej znajomości chińskich kōanów; Dōgen przytacza aż 580 kōanów. Jest autorem zbioru 300 kōanów Shōbō genzō sanbyakusoku (正法眼蔵三百則) (1235). Ponieważ przeciętny ówczesny mnich sōtō nie miał wykształcenia Dōgena, nie miał jego zdolności lingwistycznych i większość nie mogła udać się do Chin, aby praktykować u chińskiego mistrza chan, metoda Dōgena pozwoliła na zachowanie i przeniesienie wyróżniających cech chińskiego podejścia do buddyjskiego treningu zawartych w chanie. Równocześnie Dōgen był zaznajomiony z kulturą chińskich klasztorów chan Dynastii Południowej Song i przejął ją. Jego goroku zawierają chińskojęzyczne wersy o ponad 90 kōanach. Literatura systemu gozan tworzona w klasztorach japońskich posługiwała się j. chińskim. Chińscy mistrzowie przybywający do Japonii (jak np. Yishan Yining (1247–1317) nie znali japońskiego i sukces odnosili tylko tacy ich uczniowie, którzy potrafili wyrazić swoje zrozumienie zenu w j. chińskim.
Studiowanie kōanów – jak wykazali to D.T. Suzuki i Tamamura Takeji – zawierało trzy główne elementy: ustandaryzowany zestaw kōanów, ustandaryzowany zestaw odpowiedzi oparty na stereotypowych powiedzeniach chińskich i ustandaryzowaną metodę sekretnego prowadzenia uczniów przez system kōanów i odpowiedzi. Ograniczało to ilość materiału potrzebną do pamięciowego opanowania do minimum. Ten system treningu kōanowego pojawił się w wielu liniach przekazu zarówno w tradycjach sōtō jak i rinzai i po jego zreformowaniu przez Hakuina (1686–1768) jest kontynuowany obecnie w szkole rinzai.
Pojawiła się także literatura kōanowa. Pierwsze stałe zestawy kōanów pojawiły się w szkole sōtō co najmniej już pod koniec XIV wieku. Najwcześniejszy znany tekst będący podręcznikiem kōanowym (jap. monsan) – „Ensō monsan” – pochodzi z 1396 r. i jest kopią wykonaną przez Mugoku Etetsu (1350–1430), ucznia Ryōana Emyō (1337–1411), spadkobiercy Tsūgena Jakureia (1322–1391). Pomiędzy 1397 a 1411 r. klasztor sōtō w Kiusiu opublikował wydrukowane z drewnianych matryc Zapiski Błękitnej Skały' (chiń. Biyan lu, jap. Hekiganroku), pierwszy zbiór kōanów. W tym czasie zarówno mnisi sōtō jak i mnisi rinzai studiowali kōany w klasztorach drugiej szkoły, z różnych zresztą przyczyn. Mnisi rinzai rozczarowani systemem gozan z jego nastawieniem na cele literackie przybywali do klasztorów sōtō, natomiast mnisi sōtō udawali się do klasztorów rinzai, aby doskonalić chińską prozodię. Różnice w podręcznikach kōanowych obu szkół były tak drobne, że są nie do odróżnienia i często trudno jest nawet ustalić autorstwo.
Obecni badacze zajmujący się literaturą sōtō dysponują największą liczbą monsanów pochodząca z linii przekazu Tsūgena Jakureia, która jest największą frakcją szkoły. Zachowały się również monsany innych linii przekazu. Wynika z nich, że właściwie każda frakcja podchodziła inaczej do pracy z kōanami, chociaż ogólnie wszystkie monsany zachowały standardowy format „pytanie-i-odpowiedź".
Drugim głównym źródłem informującym o średniowiecznym treningu kōanowym są dokumenty inicjacyjne kirikami, które tradycyjnie były przekazywane w wielu liniach przekazu szkoły. Różniły się one wielkością: od pojedynczej kartki do kilku tomów. Zapisywano w nich sekretne instrukcje do wykonywania rytuału.
Kirikami sōtō pełniły dwie funkcje: już zwykłe ich posiadanie służyło jako potwierdzenie czyjegoś religijnego autorytetu oraz uzupełniały chińskie monastyczne reguły, którym podporządkowane było klasztorne życie zenu. Chińskie przepisy regulowały zarządzanie wielkimi klasztorami jako pewną całością, natomiast kirikami opisywały procedury prywatnych rytuałów prowadzonych przez samego opata, takich jak np. konsekracje, pogrzeby, przekazy dharmy, inicjacje przyjęcia wskazań. Ponieważ inicjacja kōanowa była ważnym klasztornym rytuałem, kirikami opisywały wiele aspektów studiów kōanowych. W przeciwieństwie do monsanów – czyniły to w sposób bardziej skrótowy.
Trzecim elementem wczesnej literatury sōtō były komentarze transkrypcyjne, czyli kikigakishō. Teksty te zawierały transkrypcje tekstów na temat kōanów. Prawdopodobnie ten typ literatury powstał w systemie gozan, jednak pomiędzy XIV a XVI w. mnisi ruchu gozan (a więc należący do szkoły rinzai) transkrybowali liczne teksty o świeckiej literaturze chińskiej. Natomiast w sōtō koncentrowano się tylko na tekstach zen, a szczególnie na zbiorach kōanów.
Jednym z typowych przykładów jest komentarz transkrypcyjny Ninden genmokushō zawierający wykłady Sensō Esaia (1409–1475) na temat traktatu chan Rentian yanmu (jap. Ninden genmoku). Jednak większość średniowiecznych kikigakishō zawiera zapisy wykładów na temat zbiorów kōanów. Wynika z nich, że Zapiski Błękitnej Skały i Wumenguan (jap. Mumonkan) były powszechnie studiowane. Jednak większość nauczycieli sōtō nie posługiwała się w całości standardowymi kolekcjami kōanów, ale wybierała sobie poszczególne kōany z tych dwu powyższych kolekcji oraz z Chanlin leiju (jap. Zenrin ruijū), obszernej chińskiej encyklopedii kōanów i wersów z 1307 r. używanej przez chińskich mistrzów do pisania komentarzy. Często również w tych komentarzach pojawia się kolekcja kōanów Congronglu (jap. Shōyōroku), dzieło dwóch nauczycieli szkoły caodong.
Wszystkie te trzy źródła literackie wykazują, że nauczyciele sōtō stosowali w prywatnych inicjacjach kōanowych ten sam format „pytanie-i-odpowiedź”. Najpierw nauczyciel identyfikował główny temat lub recytował kōan. Następnie pytając, zapraszał (jap. satsu) zgromadzonych mnichów do wygłoszenia wiersza ukazującego znaczenie tematu. Czasami któryś z mnichów odpowiadał, jednak częściej sam nauczyciel musiał wygłosić swój własny wiersz. Na koniec niektórzy nauczyciele wyjaśniali (jap. seppa) znaczenie wiersza.
Ze względu na spontaniczność tych zapisów, kikigakishō można uważać pod wieloma względami za japoński odpowiednik chanistycznego gatunku literackiego yulu (jap. goroku) rozwiniętego w Chinach. Kikigakishō napisane były kolokwialnym językiem tego czasu, z wieloma slangowymi i nieliterackimi wyrażeniami, i były spontaniczne. Oczywiście japońscy mistrzowie tworzyli własne goroku, jednak w średniowieczu były one naśladownictwem mistrzów chińskich, były więc sztuczne, mało spontaniczne i właściwie niczego nie mówiły o ich autorach. Dlatego kikigakishō są tak ważne dla biografów, bowiem ujawniają wiele cech nauczyciela wynikających z jego spontanicznych interakcji z uczniami.
Praktyka kōanowa była istotą średniowiecznego monastycyzmu sōtō. Jednak teksty monsan wyraźnie wykazują różnice w podejściu do tej praktyki w relacji z kōanową praktyką szkoły rinzai. Nauczyciele sōtō bardzo rzadko stwarzali u uczniów stan umysłu nazywany wielkim wątpieniem lub też przywiązania do kōanu. Z trudnością także można znaleźć wzmianki o „wywoływaniu” doświadczenia oświecenia (jap. kenshō). Dla tej tradycji studiowanie kōanów było przykładem modelowej prawdy czy też idealnym wyrażeniem prawdy. Dlatego nawet wszystkie ważne ceremonie inauguracyjne nowych opatów, inne otwarte ceremonie, wykłady i kazania zawierały kōanowy format „pytania-i-odpowiedzi” z debat kōanowych.
Trudno jednoznacznie odpowiedzieć na pytanie, dlaczego praktyka kōanowa i komentowanie kōanów zniknęły z praxis sōtō w XIX w., chociaż pewne elementy zachowały się w kilku rytuałach, takich jak np. „rytuał walki dharmy naczelnego miejsca” (jap. shuso hossenshiki). Jedną z przyczyn był sukces przeprowadzonych pod koniec wieku XVIII i w wieku XIX reform szkoły zainicjowanych w interesie unifikacji, ustandaryzowania procedur formalnego przekazu dharmy i eliminacji przekazu pewnych „ezoterycznych nauk” (np. kōanów), które różniły poszczególne frakcje szkoły sōtō. W zapale tworzenia nowej tożsamości szkoły, reformatorzy zaczęli podkreślać nauki „patriarchy-założyciela” – Dōgena, które przycięto w sposób uwypuklający różnice między sōtō a rinzai. Być może dlatego, iż wielcy reformatorzy rinzai, tacy jak Hakuin Ekaku (1685–1768) podkreślali wagę kōanów w ich własnej tradycji, sōtō postanowiło odejść od kōanów tak daleko, jak to tylko jest możliwe. Ironią jest, iż traktowane jak Biblia dzieło Dōgena Skarb oka Prawdziwej Dharmy (jap. Shōbōgenzō) jest zbiorem komentarzy na temat chińskich gong’anów.

### Wskazania i ordynacje mnisie
Nie można zrozumieć rozwoju szkoły sōtō bez rozważenia roli ceremonii ordynacyjnych i przyjmowania wskazań buddyjskich. Medytacja zen i studia kōanowe dotyczyły tylko mnichów, natomiast wskazania buddyjskie przekraczały granice sfer monastycznych i świeckich. W murach klasztorów nowi mnisi byli ordynowani mocą ich ślubowań, aby kroczyć śladami Buddy. Poza klasztorami świeckie ceremonie przyjmowania wskazań przyciągały nowych patronów. Gdy Dōgen wziął na siebie władzę ordynowania swoich własnych uczniów i uczenia ich rytuałów ordynacyjnych, był to główny krok do instytucjonalnej niezależności szkoły sōtō. Wskazania buddyjskie natomiast miały związek z tak istotnymi tematami jak moralność, właściwe życie, definicje natury człowieka, cele religijnej praktyki ale również doktryny o powstaniu, znaczeniu i metodach przekazu oraz duchowej mocy wskazań.
Mimo że Dōgen odziedziczył linię wskazań po swoim nauczycielu Eisaiu Myōzenie, to jego podejście do problemu wskazań było zupełnie inne. Uważał, iż najbardziej esencjonalną nauką zen jest siedzenie w medytacji. Wielokrotnie także podkreślał, że wszystkie trzy aspekty buddyjskiej praktyki (czyli wskazania, medytacja i mądrość) są równocześnie obecne w akcie medytacji zen. Sprzeciwiał się również naciskom, aby mnisi zen bezkrytycznie zaakceptowali zarówno wskazania hinajany jak i mahajany.
Dōgen nie przyjął ostatecznie podejścia do wskazań od swoich dwóch nauczycieli: Eisaia i Rujinga. Z tekstów Dōgena sprawą wskazań zajmuje się rozdział „Jukai” (Otrzymywanie wskazań) z Shōbō genzō oraz Busso shōden bosatsukai sahō. Natomiast Busso shōden bosatsukai kyōju kaimon jest pracą Ejō i Sennego. Wynika z nich, iż Dōgen posłużył się praktykami szkoły tendai, jednak odszedł od 58 wskazań administrowanych w tej szkole (Bonmōkyō). Tak więc ostatecznie Dōgen nie przyjął żadnych standardowych zestawów wskazań.
Jeszcze za życia Dōgena osoby świeckie regularnie uczestniczyły w comiesięcznych recytacjach wskazań przeprowadzanych w Eihei-ji. Spełniało to dwie ważne funkcje: przynosiło klasztorowi dochód oraz wzmacniało duchowo laikat. Osoby świeckie osiągały duchową czystość i symboliczną jedność z mnichami. Także Giin, Keizan i Gasan przeprowadzali ordynacje dla ich głównych patronów. Wiadomo także, iż Gikai przeprowadzał takie ordynacje dla ludzi świeckich połączone ze wstępnymi konsekracjami (jap. kechien kanjō) używanymi w japońskim buddyzmie ezoterycznym. Oba rytuały ustalały bezpośrednią więź pomiędzy buddyjskim nauczycielem a świecką wspierającą go osobą.
Ten niezależny od innych buddyjskich tradycji system stworzył podwaliny pod instytucjonalną niezależność szkoły sōtō. Przyczynił się także do budowy nowych klasztorów tej tradycji, dzięki temu aby być ordynowanym już nie trzeba się było udawać na górę Hiei.

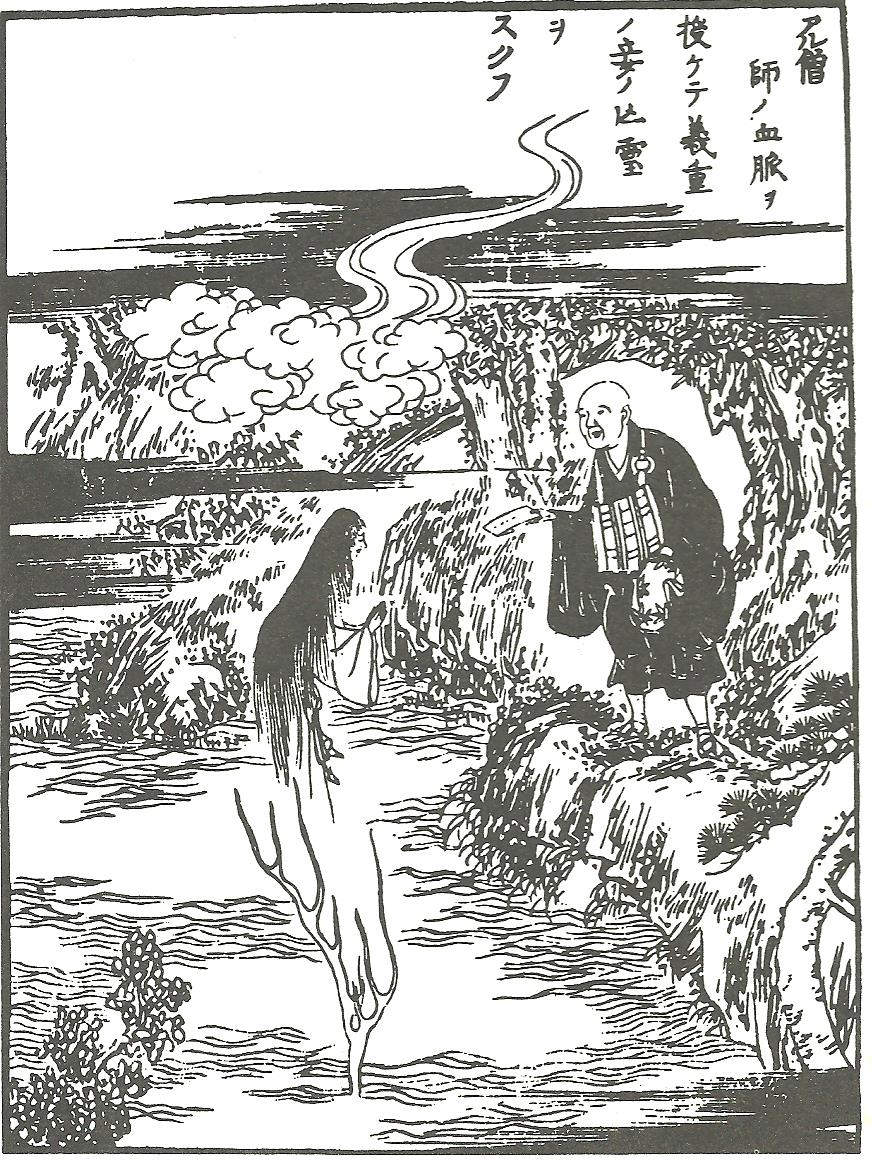
Przekazywanie wskazań duchowi – ryc. z 1806 r.

### Ordynacjekamiiduchów
Japończycy ogólnie wierzyli, że ascetyczna praktyka może dać pewnym mnichom moc do opanowania złych duchów czy też nawrócenia dobrych duchów na buddyzm (jap. shinjin kado). Historie z tym związane, niezależnie od tego ile w nich jest prawdy, były powszechnym elementem hagiograficznym. Zwłaszcza w biografiach sōtō takie legendarne wydarzenia są szczególnie znaczące, bowiem ordynacje wskazań były standardowym ich motywem. Historie te także ujawniają ludowe nastawienie do wskazań prowadzonych przez mnichów sōtō i wykazują ukryty poziom społecznego oporu, który mnisi sōtō musieli przezwyciężyć budując nowe klasztory zen w wiejskich rejonach. Podczas gdy lokalne świątynie wspierały jedność wsi, lokalne duchy symbolizowały tradycyjne wzory religijnego kultu. Ordynacja lokalnych duchów zapewniała wieśniakom religijne usprawiedliwienie, aby wspierać nowe klasztory sōtō bez odrzucania dawnych zwyczajów wsi.
Z historii szkoły sōtō wynika także, iż większość nowych świątyń tej tradycji nie była fizycznie nowa i pierwotnie należała do innych tradycji buddyjskich. Wejście w ich miejsce tradycji sōtō świadczyło więc również o tym, że inne tradycje buddyjskie nie zdobyły w wiejskich rejonach aprobaty religijnej i lokalnego wsparcia. Zapewne przyczyniły się do tego częste w średniowieczu zamieszki. Wiadomo także, iż wielu mnichów innych tradycji zmieniało formę swojej praktyki i zaczynało praktykę u nauczycieli sōtō. Nauczyciel Esaia Sensō mistrz Shingan Dōkū (1374–1449) studiował pierwotnie w szkole shingon, zanim nie został uczniem Jochū Tengina (1365–1440) – mistrza sōtō i ucznia Baisana Monpona (zm. 1417).

### Masowe ceremonie ordynacyjne
Od początku swojego istnienia i przez okres średniowiecza nauczyciele sōtō regularnie przeprowadzali masowe ceremonie wskazań (jap. jukaie). Świeccy wyznawcy musieli wtedy przez pewien okres mieszkać razem z mnichami sōtō, aby studiować zen, po czym – w czasie masowej ceremonii – otrzymywali kartę własnej linii przekazu wskazań (jap. kechimyaku). Powstanie i rozwój tych ceremonii jest niejasny, gdyż najwcześniejsze podręczniki, opisujące jak te ceremonie powinny być przeprowadzane, pochodzą dopiero z okresu Tokugawa. Pewne rozproszone informacje można znaleźć w goroku i biografiach średniowiecznych mnichów sōtō, co świadczy o wczesnym powstaniu idei masowych ordynacji. Już Kohō Kakumyō (1271–1361) – uczeń Keizana i przedstawiciel linii przekazu Hottō – zachęcał swoich uczniów do opracowania własnych kechimyaku jako środków do przyciągnięcia świeckiego wsparcia. Jednak już jego uczeń Bassui Tokushō (1327–1387) odrzucił te karty przekazu jako fałszywe, fizyczne przedstawienie tego, co jest przecież duchowym urzeczywistnieniem.
W 1976 r. odkryto dokumenty związane ze średniowiecznymi masowymi ordynacjami szkoły sōtō. Chociaż dotyczą one tylko dwóch mistrzów: Gekiō Sōjuna (1433–1488) (ucznia Esaia Sensō) oraz jego ucznia Shikō Sōdena (zm. 1500), to zawierają sporo informacji na temat tych ceremonii. Obaj przeprowadzali masowe ordynacje, ale jeden z tych tekstów zawiera linie przekazu ośmiu wcześniejszych mistrzów sōtō (z tej samej linii), którzy daleko wcześniej takie ceremonie przeprowadzali.
Z tekstów tych wynika, że często ceremonie takie przeprowadzano z okazji buddyjskich świąt, np. z okazji rocznicy narodzin Buddy. Były one organizowane nie tylko we „własnych” klasztorach mistrzów sōtō, ale także w małych świątyniach i kapliczkach wiejskich. Były one prowadzone przez pseudo-mnichów (prowadzących owe kapliczki), którzy służyli jako pośrednicy pomagający zorganizować wydarzenie i zapewnić wysoką frekwencję. Zarówno mnisi jak i osoby świeckie, którzy uczestniczyli w jednej takiej masowej ceremonii, służyli często jako pośrednicy dla innych ludzi z ich rodzinnych wsi w następnej ceremonii. Tak jak i w innych formach wiejskich japońskich religii, pośrednicy byli decydującym ogniwem we wprowadzeniu i popularyzacji sōtō w niższych warstwach społeczeństwa japońskiego.
Ta umiejętność mnichów sōtō w przyciąganiu ludzi z niższych warstw społecznych najpewniej przyciągała także patronat potężnych panów, ponieważ wartość świątyni zen jako symbolu potęgi patrona wzrastała w miarę poparcia religijnego wśród miejscowej ludności. Przeważnie ceremonia taka organizowana była dla kilku różnych wsi, oczywiście należących do dóbr jednej rodziny, która także sponsorowała właśnie tę świątynię sōtō. Czasami zdarzało się, że taka masowa ceremonia przeprowadzana była dla mieszkańców tylko jednej wsi.
Jest wątpliwe, czy nauczyciele sōtō naprawdę oczekiwali od uczestników ceremonii przestrzegania wskazań w codziennym życiu. Prawdopodobnie zarówno nauczyciele jak i świeccy uczestnicy wydarzenia postrzegali główną funkcję ordynacji w ustanowieniu karmicznego połączenia z buddyzmem, a nie jako naukę moralności. Przecież pierwsze wskazanie Bonmōkyō zobowiązuje do niezabierania życia, tymczasem panowie musieli walczyć i zabijać za swojego przywódcę; również chłopi pracujący na roli codziennie zabijali żywe istoty. Niektórych nauczycieli sōtō prowadziło to do sceptycznych komentarzy (np. Shōdō Kōseia (1431–1508).

### Pogrzeby
O ile część reguł, działań i instytucji wynikała z prowadzonej – zwłaszcza w okresach Tokugawa i Meiji – przez państwo polityki, to pogrzeby i związane z tym usługi, wynikały z głębokiej ludzkiej potrzeby zrytualizowania śmierci. Szkoła sōtō, która rozprzestrzeniła się w rejonach wiejskich, odpowiedziała na tę ogólną potrzebę.
Japoński buddyzm zen – a w szczególności szkoła sōtō – rozwijały się równolegle z popularyzacją zenistycznych pogrzebów. Wiadomo, że rodzina panująca zaadaptowała już w 703 r. pewne buddyjskie praktyki pogrzebowe i tak właśnie skremowano zmarłą cesarzową Jitō. Można przypuszczać, że w rodzinach z niższego poziomu społecznego, kremacja została wprowadzona jeszcze wcześniej. W wiejskich rejonach nierozwiniętych ekonomicznie, gdzie brakowało wyszkolonych buddyjskich kapłanów buddyjskie pogrzeby były bardzo mało popularne. Dopiero średniowiecze wraz z rozwojem nowych szkół buddyjskich, a zwłaszcza tradycji sōtō, spopularyzowały buddyjski typ pogrzebu.
Pogrzeby sōtō wzorowały się na rytuałach opisanych w okresie Song w zbiorach chińskich reguł klasztornych. Charakterystyczne jest to, że były one pod olbrzymim wpływem konfucjanizmu. Chociaż Dōgen wprowadził do Japonii wiele aspektów chińskich reguł monastycznych, to ani w jego tekstach, ani w jego biografii, nie ma żadnych śladów, że pogrzeby były składnikiem jego nauk. A przecież przed nim zmarło co najmniej trzech jego głównych uczniów – Sōkai, Ekan i mniszka Ryōnen. Również jego pogrzeb nie wskazywał na wykorzystanie jakiegoś rozwiniętego ceremoniału; zmarł w Kioto i jego trumna została umieszczona w klasztorze Kennin, a potem zabrana do miejsca kremacji. Jedynym elementem tego pogrzebu mającym cechy rytuału było wyrecytowanie przez Kouna Ejō Shari raimon, krótkiego tekstu o osiągnięciu wszystkich doskonałości dzięki mocy Buddy.
Być może pierwszym bardzo rozbudowanym ceremoniałem był pogrzeb Tettsū Gikaia w 1309 r. Uroczystości trwały siedem dni i przeprowadzono w tym okresie aż siedemnaście oddzielnych rytuałów zgodnych z monastycznymi chińskimi regułami. Pogrzeb Gikaia wprowadził do większych klasztorów sōtō podobnie wypracowane ceremoniały pogrzebowe opatów. Stopniowo rozwijano aranżację miejsca pogrzebu oraz wielość religijnych elementów. Podczas pogrzebu Tsūgena Jakureia, który odbył się w 1391 r. miejsce kremacji zostało udekorowane ponad 70 przedmiotami, które zakwalifikowano do 51 kategorii. Podczas pogrzebu Meihō Sotetsu w 1350 udekorowano miejsce kremacji 72 przedmiotami należącymi do 34 kategorii. Recytowano ezoteryczne formuły wspomniane w chińskich regułach monastycznych – Wielkie Współczucie i pewne fragmenty sutry Śūraṅgama. 100 mnichów śpiewało Kōmyō shingon – szczególnie popularną w Japonii dhāraṇi. Co więcej – wykonano ceremonię ordynacyjną, w czasie której zarządcą wskazań był pośmiertnie sam Meihō. Zmarły mistrz otrzymał zasługę za przekazanie wskazań, a ci, którzy je przyjęli, otrzymali nie tylko zasługę, ale ustanowili bezpośredni związek ze zmarłym mistrzem zen.
Bardzo rozwinięte ceremonie pogrzebowe wykonywano także dla ludzi świeckich. Patroni klasztorów i świątyń zen byli zapraszani jako świadkowie spektakularnych ceremonii dla zmarłych mnichów, przebijających wszelkie pogrzeby, które widzieli do tego czasu. Jako możni i potężni sponsorzy uważali, że także powinni mieć takie ceremonie pogrzebowe. Pierwsze szczegółowe opisy takich pogrzebów zachowały się w tradycji rinzai. Dotyczyły one pogrzebu Tokimune Hōjō (北条時宗) w 1284 poprowadzonego przez chińskiego mistrza chan Wuxue Zuyuana (無学祖元, 1226–1286). Tokimune sponsorował przybycie Zuyuana do Japonii i w 1282 r. wybudował dla niego klasztor Engaku. Mistrz zaordynował go przekazując szatę buddyjską i wskazania. Wygłosił także dwa kazania. Był to pogrzeb całkowicie w chińskim stylu chan.
Jednak pogrzeby świeckie w szkole sōtō przebiegały w większości według mniej spektakularnego i rozwiniętego wzoru. Brało w nich udział mniej mnichów, oprawa była skromniejsza, co powodowało obniżenie kosztów. Różniły się także m.in. tym, że w pogrzebach mnichów obietnica zbawienia była ukryta, natomiast w pogrzebach świeckich, przeprowadzanych w większości w domach zmarłych, podkreślano ją. Przeprowadzano ceremonie pogrzebowe zarówno dla kobiet (w większości) jak i dla mężczyzn.
Największą innowacją pogrzebów sōtō, nieznaną w Chinach, była pośmiertna ordynacja dla świeckich wyznawców – zarówno kobiet jak i mężczyzn. Ponieważ z oczywistych powodów zmarły nie mógł odpowiedzieć, traktowano ciszę jako ostateczną odpowiedź kōanową i znak najgłębszego wglądu.
Rytuały pogrzebowe prowadzone przez kapłanów sōtō i nakierowane na życie pośmiertne (jap. raise kuyō) odegrały główną rolę w rozwoju tej szkoły zen. Jednak wcale nie mniejszą rolę odegrały praktyki, które prowadziły do korzyści w obecnym świecie (jap. genze riyaku). Rozwój tych ostatnich praktyk doprowadził –- zwłaszcza w drugiej połowie okresu Tokugawa – do powstania modlitewnych świątyń sōtō, które były pełne lokalnych bóstw, pielgrzymów i charyzmatycznych świeckich przywódców. Przykładem takiej świątyni, wręcz prototypem, była Daiyūzan Saijō-ji (w prowincji Sagami), jedna z trzech wielkich modlitewnych świątyń sōtō (jap. sandai kitō jiin lub sandai kihansho). Głównym jej bóstwem był Dōryō Daigongen, który cieszył się, niebywałym kultem. W świątyniach tego typu, kapłani sōtō znajdowali się w zdecydowanie dwuznacznej sytuacji, gdyż musieli odpowiadać na masowe ludowe zapotrzebowanie, a równocześnie musieli chronić swój autorytet i umiejętnie dystansować się od tego typu kultów.

## Sōtō a religia popularna
Sōtō utrzymywało swoją wysoką popularność umiejętnie lawirując pomiędzy wysokimi oczekiwaniami jakie pokładano w zenie w wyższych warstwach społecznych, a umożliwieniem wieśniakom z prowincjonalnych rejonów Japonii praktykowania takiej wiary, do jakiej byli w większości zdolni. W skład sfery popularnej wchodziły więc np. ceremonie pogrzebowe (omówione powyżej), kulty rozmaitych bóstw (nawet niebuddyjskich), świątynie modlitewne, pielgrzymki (związane z kultami), festiwale oraz medycyna ("święta medycyna").
Świeckie pielgrzymki związane były z kultami bóstw. Owe kulty zaczęły powstawać jeszcze w okresie średniowiecznym, gdy sōtō rozprzestrzeniło się do małych lokalnych społeczeństw na dalekiej prowincji, przejmując często małe świątynie i kapliczki poświęcone np. Jizō, Kannon i Yakushi oraz – bardzo często – świątynie bez żadnych kapłanów, poprzednio należące do takich szkół jak tendai czy shingon, co znaczyło, że kultywowano tam czczenie Fudō i Yakushi. I faktycznie w okresie Tokugawa Kannon, Yakushi, Jizō i Amida były najczęściej spotykanymi wyobrażeniami w świątyniach sōtō. Co więcej, główne gmachy, które poświęcone były Buddzie Siakjamuniemu – czyli głównemu przedmiotowi czci szkoły – były w ogóle omijane przez pielgrzymów, parafian i nawet kapłanów, którzy zmierzali do mniej ważnych hal z popularnymi bodhisattwami.
Popularna religia mniej troszczyła się o sprawy „przyszłych egzystencji”, a bardziej o korzyści jakie można odnieść z praktyki religijnej w tym życiu. Szkoła sōtō spełniała te oczekiwania organizując rytuały modlitewne (jap. kitō). Składały się na nie specjalne recytowania sutr, dharani oraz rozdawane talizmany zapewniających dobre zbiory, deszcz (jap. amagoi), połów ryb i ochronę od groźnego morza lub epidemii. Niektóre świątynie sōtō stały się szczególnie znane z wysokiej efektywności swoich modlitewnych rytuałów i zwano je „kitō jiin” – świątynie modlitwy. Na początku ery Meiji najbardziej znane były „trzy wielkie świątynie modlitewne sōtō” (jap. sandai kitō lub sandai kigansho): Daiyūzan Saijō-ji, Myōgon-ji i Zenpō-ji, lub „pięć wielkich świątyń modlitewnych sōtō” (jap. godai kitō jiin), gdzie do trzech wymienionych doszły jeszcze Kashōzan Ryūge-in i Kasuisai. Daiyūzan Saijō-ji położona w regionie Kantō (関東地方 Kantō-chihō) była znana z kultu Dōryō Daigongena. Toyokawa Myōgon-ji położona w prefekturze Aichi (愛知県 Aichi-ken) czciła Inari (稲荷). Zenpō-ji położona w prefekturze Yamagata (山形県 Yamagata-ken) czciła Ryūjina. Kashōzan Ryūge-in zbudowana w prefekturze Gunma czciła Tengu (天狗). Kasuisai leżąca w prefekturze Shizuoka (静岡県 Shizuoka-ken) czciła Tengu.
Jak potężnym centrum religijnym była Daiyūzan Sōji-ji świadczy to, że już w połowie okresu Tokugawa była trzecią pod względem wielkości świątynią sōtō (po Sōji-ji i Eihei-ji) i zarządzała około 3800 podległymi świątyniami, głównie w rejonie Kantō.
Z kultem Dōryō pod koniec ery Tokugawa i na początku ery Meiji związana była rosnąca sprzedaż lekarstwa „daiyūzan” inspirowanego przez Dōryō, które miało ponoć moc leczenia biegunki, kaszlu i flegmy. Był to jeden z czynników przyciągających pielgrzymki do klasztoru. Rzuca to także światło na wagę jaką do leczenia przykładały właściwie wszystkie warstwy społeczne. Mimo że w okresie Tokugawa powstały nowe „racjonalne” szkoły leczenia – neokonfucjańskie, natywistyczne – a w okresie Meiji – zachodnie, to jednak znakomita większość przeciętnych Japończyków była przyciągana, do tego, co pejoratywnie nazwano „magicznym”, „przesądnym” – czyli do medycyny praktykowanej w świątyniach buddyjskich.

## Sōtō w okresie Tokugawa (1600–1868) iMeiji(1868–1912)
Mimo tendencji do uważania przez niektórych badaczy buddyzmu okresu Tokugawa za zepsuty i w stanie upadku, był to jednak okres jego szybkiego rozprzestrzeniania się i wrastania buddyjskich instytucji w społeczeństwo. Jedną z przyczyn tego były rządowe rozporządzenia – utworzenie systemu parafii, w którym każda rodzina musiała zarejestrować się i utrwalać swoje członkostwo w danej buddyjskiej świątyni (jap. danka seido lub tera-uke seido). Właściwie całe społeczeństwo zostało do tego zmuszone, a więc jest jasne, że ta przynależność była okresami tylko nominalna i zwyczajowa. Te związki rodzin ze swoimi parafialnymi świątyniami były kontynuowane przez następne pokolenia.
Powstało także rządowe Biuro Świątyń i Kaplic do nadzorowania systemu głównej świątyni i świątyń podporządkowanych (jap. honmatsu seido). Każda buddyjska tradycja musiała mieć główną świątynię, która była zatwierdzana przez rząd. Cały system tworzył piramidę z główną świątynią na samej górze i innymi hierarchicznie podporządkowanymi. Sformalizowano do tej pory nieformalne więzy – wynikające z linii przekazu Dharmy – łączące świątynie; w system włączono nawet świątynie, które nie miały żadnych związków z innymi i arbitralnie zostały umieszczone w tej piramidalnej strukturze.
Ten system skonsolidował sekciarskie hierarchie dla wszystkich buddyjskich świątyń do początków XVIII wieku, gdy rząd coraz bardziej zaczął rozszerzać swoją kontrolę nad buddyzmem, który stanowił przeszkodę dla militarystycznych i imperialistycznych dążeń modernizującej się Japonii. Główne strukturalne cechy buddyzmu okresu Tokugawa rozwinęły się ze świeckiej potrzeby kontroli, jednak to także pomogło w stworzeniu po raz pierwszy buddyjskiego narodu i ustanowieniu ogólnokrajowych instytucji, które przetrwały do okresu Meiji.
W przypadku zenu sōtō już w połowie okresu Tokugawa ponad 95% wszystkich świątyń tej szkoły działało jako świątynie parafialne, gdzie parafialne pogrzeby i ceremonie rocznic śmierci tworzyły główną rytualną aktywność świątyni. Wbrew więc potocznym wyobrażeniom o zenie i jego swobodnych i nieprzywiązanych mistrzach, zen nie działał w politycznej i prawnej pustce. Tak naprawdę kluczową siłą w rozwoju sōtō były jego umiejętne alianse i współpraca z politycznymi władzami rządu Tokugawa (jap. bakufu).
W okresie Tokugawa (znanym także pod nazwą Edo) niektórzy nauczyciele szkoły zaczęli myśleć o przeprowadzeniu pewnych reform. Jednym z nich był Manzan Dohaku (1636–1715). Dokonał on istotnej reformy sōtō wynikłej z ducha powrotu do idei Dōgena. Manzan postanowił zmienić mało jego zdaniem efektywny system przekazu Dharmy. Z biegiem czasu w sōtō wykształcił się typ przekazu Dharmy, który był powiązany z przekazem własności świątyni. W praktyce wyglądało to tak, że gdy opat zmienił stanowisko zostając opatem innej świątyni, musiał automatycznie zerwać ze swoją dotychczasową linią przekazu i zaadaptować nową linię przekazu z nowej świątyni. Walcząc z tą praktyką Manzan posłużył się argumentami z Shōbōgenzō Dōgena. Mistrz zmienił ten system propagując pogląd, że przekaz Dharmy powinien być raczej zależny od personalnej inicjacji pomiędzy mistrzem a uczniem, a nie od oświecenia ucznia. Mimo silnej opozycji udało mu się przeforsować zmiany, które obowiązują w sōtō do dziś.
Pod koniec XVIII wieku rozpoczął się także proces powolnego odchodzenia w sōtō od praktyki kōanowej. Znany ówczesny mistrz zen Gentō Sokuchū (1772–1807) postanowił oczyścić szkołę zmniejszając radykalnie użycie kōanów. Ostatecznie praktyki kōanowe stopniowo usuwano przez cały XIX w. i dziś praktyka kōanowa jest prowadzona w tej tradycji bardzo rzadko, w niektórych liniach przekazu i przez niektórych nauczycieli.
W okresie Meiji Japonia wstąpiła na drogę modernizacji w stylu zachodnim i porzuciła istniejący do tej pory system feudalny. Za religię państwową uznano shintō, a buddyzm zmuszono do dostosowania się do nowego systemu władzy. Podjęto szereg administracyjnych decyzji podporządkujących buddyzm państwu. Osłabiono poważnie siłę klasztorów poprzez zmianę reguł monastycznych; odtąd mnisi japońscy mogli się żenić i spożywać mięso. Skutki owego dostosowania się okazały się negatywne zarówno dla tradycji sōtō jak i rinzai. Obie szkoły różnymi administracyjnymi i jednocześnie antybuddyjskimi rozporządzeniami zostały wmanewrowane w sferę państwowego nacjonalizmu. Wszystkie ówczesne wojny Japonii (z Rosją, Chinami itd.) były popierane przez obie te tradycje zen.

## XX wiek
Mimo zaangażowania niektórych nauczycieli zen w nacjonalistyczną politykę państwa japońskiego w czasie II wojny światowej, wiek XX to okres ekspansji buddyzmu zen na USA i Europę. Jednym z pierwszych mistrzów zen przybyłych na Zachód, był mistrz sōtō – Shōgaku Shunryū Suzuki (18 maja 1904 – 4 grudnia 1971, 祥岳俊隆鈴木).

### Shōgaku Shunryū Suzuki
23 maja 1959 r. Shunryū Suzuki przybył do jedynej wtedy świątyni sōtō w San Francisco – Sōkō-ji. Jego nauki shikantaza i innych praktyk zen stworzyły warunki do powstania jednego z najbardziej znanych i odnoszących sukcesy ośrodka praktyki zen sōtō San Francisco Zen Center. Należący do tego ośrodka klasztor zen w Tassajara Hot Springs w środkowym regionie Kalifornii był pierwszym klasztorem zen powstałym poza Azją. Jego książka Umysł zen, umysł początkującego stała się klasyczną pozycją na temat praktyki zen w kulturze zachodniej i została przetłumaczona na wiele języków.
Jego uczeń – Hakuun Ryōkō Yasutani (1885–1973) został założycielem Sanbō Kyōdan (三宝教団 Religijna Organizacja Trzech Skarbów).

### Sanbō Kyōdan
Ta religijna organizacja założona została w 1954 r. przez mistrza zen Hakuuna Yasutaniego. Rōshi Yasutani był spadkobiercą Dharmy Shunryū Suzukiego (sōtō) oraz Daiuna Sogaku Harady. Rōshi Harada, chociaż nominalnie był nauczycielem szkoły sōtō, studiował uprzednio zarówno u mistrzów sōtō jak i rinzai. Dało mu to argumenty do wystąpienia przeciwko stosunkowo nowemu typowi praktyki sōtō, wprowadzonemu przez Gentō Sokuchū, którego charakterystycznym elementem było usunięcie praktyki kōanowej. Nauczanie rōshiego Harady wywarło wielki wpływ na Yasutaniego, co doprowadziło do powstania nowej organizacji Sanbō Kyōdan. 8 stycznia 1954 roku linia Sanbō Kyōdan uniezależniła się od szkoły sōtō i została uznana oficjalnie przez państwo za samodzielną linię.
Nauczyciele tej organizacji prowadzili i prowadzą praktyki zarówno dla buddystów jak i niebuddystów, wierzących jak i ludzi świeckich, Azjatów jak i ludzi z innych kontynentów.

### Soto Zen Buddhist Association
W 1996 r. większość północnoamerykańskich nauczycieli zen sōtō założyła organizację Soto Zen Buddhist Association. Chociaż formalnie jest ona niezależna od japońskiej Sōtō-shū, to w praktyce nauczyciele obu tych religijnych organizacji są w nieustannym kontakcie. Amerykańska organizacja liczy obecnie ok. 100 nauczycieli, którzy otrzymali pełny przekaz Dharmy; jest to ponad 80% wszystkich nauczycieli zen sōtō na Zachodzie.

## Linie przekazu
Pierwsza liczba oznacza liczbę pokoleń od Pierwszego Patriarchy chan w Indiach Mahakaśjapy.
Druga liczba oznacza liczbę pokoleń od Pierwszego Patriarchy chan w Chinach Bodhidharmy.
Trzecia liczba oznacza początek nowej linii przekazu w Japonii.
Czwarta liczba oznacza początek nowej linii przekazu w USA lub innym kraju poza Japonią.
- 51/24. Tiantong Rujing (1163–1228)
  - 52/25/1. Eihei Dōgen Kigen (1200–1253) Japonia. Szkoła sōtō
    - 53/26/2. Ryōnen mniszka
    - 53/26/2. Ekan
    - 53/26/2. Sōkai
    - 53/26/2. Senne (Yōkōan)
      - 54/27/3. Kyōgō (Yōkōan)

    - 53/26/2. Shinchi Kakushin (1207–1280)
    - 53/26/2. Kangan Giin (1217–1300) (Daijiji) założyciel odłamu szkoły sōtō – zw. Higo lub Kyushu
      - 54/27/3. Shidō Shōyū (zm. 1301 (Daijiji)
      - 54/27/3. Tetsuzan Shian (Daijiji)
        - 55/28/4. Gishō
          - 56/29/5. Hohan
            - 57/30/6. Gyokukan
              - 58/31/7. Senten

        - 55/28/4. Daiko
          - 56/29/5. Gikai
            - 57/30/6. Meishitsu

        - 55/28/4. Ten’an
          - 56/29/5. Chōkei
            - 57/30/6. Ryōshitsu

        - 55/28/4. Shiryō
          - 56/29/5. Mutō

      - 54/27/3. Ninnō Jōki
        - 55/28/4. Gen’e
          - 56/29/5. Zuiseki
          - 56/29/5. Sansen

        - 55/28/4. Saijū
        - 55/28/4. Giyū
          - 56/29/5. Baiin

        - 55/28/4. Mōan
        - 55/28/4. Kozen
        - 55/28/4. Tekiden
        - 55/28/4. Etsuō

      - 54/27/3. Gukoku
        - 55/28/4. Musetsu
          - 56/29/5. Meian

    - 53/26/2. Eihei Koun Ejō (1198–1280) (Eiheiji)
      - 54/27/3. Gien (zm. 1314) (Eiheiji)
      - 54/27/3. Jakuen (chin. Jiyuan) (1207–8 października 1299) (Hōkyōji)
        - 55/28/4. Giun (Hōkyōji)
          - 56/29/5. Donki (Hōkyōji)

      - 54/27/3. Daijo Tetsū Gikai (1219–1309) (Daijōji)
        - 55/28/4. Eiko Keizan Jōkin (1267–1325) (Daijōji)
          - 56/29/5. Kinto Ekyu (zm. ok. 1325) pierwsza mistrzyni zen sōtō
          - 56/29/5. Kohō Kakumyō (1271–1361)
          - 56/29/5. Koan Shikan (zm. 1341)
          - 56/29/5. Genka Tekkyō (zm. 1321)
            - 57/30/6. Genshō Chinzan

          - 56/29/5. Mugai Chikō (zm. 1351)
            - 57/30/6. Jakushitsu
              - 58/31/7. Chūtei

          - 56/29/5. Meihō Sotetsu (1277–1350)
            - 57/30/6. Soju
              - 58/31/7. Kyoshitsu

            - 57/30/6. Shōgan
              - 58/31/7. Yakushitsu

            - 57/30/6. Gyōnin
              - 58/31/7. Ryōdō

            - 57/30/6. Hōzan
            - 57/30/6. Tsūkai
            - 57/30/6. Shōan
              - 58/31/7. Zeppō

            - 57/30/6. Getsuan
              - 58/31/7. Tenkei
                - 59/32/8. Hokkai

            - 57/30/6. Fushaku
              - 58/31/7. Sōei

            - 57/30/6. Sōshō
              - 58/31/7. Tetsudō
              - 58/31/7. Seihō
              - 58/31/7. Sōkō
              - 58/31/7. Yōkō

            - 57/30/6. Daichi Sokei (1290–1366)
            - 57/30/6. Shugan Dojin
              - 58/31/7. Tessan Shikaku
                - 59/32/8. Keigan Eisho
                  - 60/33/9. Chuzan Ryoun
                    - 61/34/10. Gizan Tonin
                      - 62/35/11. Jogaku Kenryu
                        - 63/36/12. Kinen Horyu
                          - 64/37/13. Daishitsu Chisen
                            - 65/38/14. Kokei Shojun
                              - 66/39/15. Sesso Yuho
                                - 67/40/16. Kaiten Genju
                                  - 68/41/17. Suzan Shunsho
                                    - 69/42/18. Chozan Ginetsu
                                      - 70/43/19. Fukujo Kochi
                                        - 71/44/20. Myodo Yuton
                                          - 72/45/21. Hakuho Genteki
                                            - 73/46/22. Ges'shū Sokō (1618–1696)
                                              - 74/47/23. Unzan Gūhaku
                                              - 74/47/23. Manzan Dōhaku (1636–1714) Reformator sōtō
                                                - 75/48/24. Gekkan Giko
                                                  - 76/49/25. Daiyu Essho
                                                    - 77/50/26. Kegon Sokai
                                                      - 78/51/27. Shoun Zaizui
                                                        - 79/52/28. Nichirin Togo
                                                          - 80/53/29. Sonno Kyodo
                                                            - 81/54/30. Sogaku Reido
                                                              - 82/55/31. Daishun Bengyu
                                                                - 83/56/32. Koho Hakugun
                                                                  - 84/57/33. Keido Chisui
                                                                    - 85/58/34. Jiyu Kennett (1924–1990)

                                              - 74/47/23. Tokuō Ryōkō (1648–1709)
                                                - 75/48/24. Hogen Soren
                                                  - 76/49/25. Sekiso Tesshu
                                                    - 77/50/26. Ryuko Ryoshu
                                                      - 78/51/27. Renzan Soho
                                                        - 79/52/28. Motsugai Shido
                                                          - 80/53/29. Gukei Youn
                                                            - 81/54/30. Kakusho Sodo Harada (1844–1931)
                                                              - 82/55/31. Daiun Sogaku Harada (1871–1961)
                                                                - 83/56/32. Taji Genki (1889–1953)
                                                                - 83/56/32. Bantetsugu Tetsugyu Ban (1910–1996)
                                                                  - 84/57/33. Maura Soshin O'Halloran (1955–1982)
                                                                  - 84/57/33. Tetsujyo Deguchi (ur. 1951)

                                                                - 83/56/32. Tangen Harada (ur. 1924)
                                                                  - 84/57/33/1. Daido Hōgen Yamahata (ur. 1935) Australia

                                                                - 83/56/32. Horyu Ishiguro
                                                                - 83/56/32. Sozen Nagasawa
                                                                - 83/56/32. Etsudo Nishiwaki (ur. 1913)
                                                                - 83/56/32. Taji Genki (1889–1953)
                                                                - 83/56/32. Hongyō Genshū Watanabe (1869–1963)
                                                                - 83/56/32. Hakuun Ryōkō Yasutani (1885–1973) Sanbō Kyōdan
                                                                  - 84/57/33. Kōun Zenshin Yamada (1907–1989)
                                                                    - 85/58/34. Robert Aitken (1917–2010) założyciel Diamentowej Sanghi
                                                                    - 85/58/34. Hugo Enomiya-Lassalle (1898–1990)
                                                                    - 85/58/34. Ryoun Masamichi Yamada (ur. 1940)
                                                                    - 85/58/34. Roselyn Seiun’an Stone (ur. 1931)
                                                                    - 85/58/34. Ana Maria Kiun’an Schlüter Rodes (ur. 1935)
                                                                    - 85/58/34. Willigis Koun’ken Jäger (ur. 1925)

                                                                  - 84/57/33. Philip Kapleau (1912–2004) założyciel Rochester Zen Center
                                                                  - 84/57/33. Taizan Maezumi (Hakuyū) (1931–1995) założyciel Zen Center of Los Angeles
                                                                    - 85/58/34. Charlotte Joko Beck (1917–2011)
                                                                    - 85/58/34. Bernard Baisen Tetsugen Glassman (ur. 1939)
                                                                    - 85/58/34. John Daido Loori (1931–2009)
                                                                    - 85/58/34. Dennis Genpo Merzel (ur. 1944)
                                                                    - 85/58/34. Catherine Genno Pages
                                                                    - 85/58/34. Nicolee Jikyo Miller-McMahon

                                                                  - 84/57/33. Satomi Myōdō (1896–1978)
                                                                  - 84/57/33. Akira Jiun Kubota (ur. 1932)
                                                                  - 84/57/33. Brigitte D’Ortschy (Kōun’an Dōru Chikō)

                                                                - 83/56/32. Tōin Daiken Iida (1863–1937)
                                                                - 83/56/32. Genshū Hongyō Watanabe (1869–1963)

                                                - 75/48/24. Mokushi Soen
                                                  - 76/49/25. Gangoku Kankei
                                                    - 77/50/26. Kokoku Soryu
                                                      - 78/51/27. Rosetsu Ryuko
                                                        - 79/52/28. Segai Kozan
                                                          - 80/53/29. Shoryo Koho
                                                            - 81/54/30. Shokoku Zenko
                                                              - 82/55/31. Somon Kodo (1880–1965)
                                                                - 83/56/32. Mokudo Taisen (1914–1982)

                                                    - 77/50/26. Gentō Sokuchū (1729–1807)
                                                      - 78/51/27. Kyozan Baizen
                                                        - 79/52/28. Sozan Chimon
                                                          - 80/53/29. Yozan Genki
                                                            - 81/54/30. Kaigai Daicho (Daicho Hayashi)
                                                              - 82/55/31. Jikai Dainin Katagiri (1928–1990)

          - 56/29/5. Soji Gasan Jōseki (1275–1365)
            - 57/30/6. Mutō Esū (Yōkōji)
            - 57/30/6. Chikudō Ryōgen (Kenfukuji)
            - 57/30/6. Jippō Ryōshū (zm. 1405) (Yōjuji, Reishōji)
            - 57/30/6. Mutei Ryōshō (1313–1361) (Shōbōji)
            - 57/30/6. Dōsō Dōai (zm. 1379) (Eitokuji, Kōtakuji)
            - 57/30/6. Jikugen Chōsai (Baikōin)
            - 57/30/6. Musai Junshō (zm. 1381) (Jitokuji)
            - 57/30/6. Daitetsu Sōrei (1333–1408) (Myōōji, Rissenji, Gokokuji)
            - 57/30/6. Genno Shinshō (1329–1400) (Taikyūji, Senkeiji, Jigenji)
            - 57/30/6. Gessen Ryōin (1319–1400) (Shōbōji)
            - 57/30/6. Mugai Enshō (1311–1381) (Kōtokuji)
              - 58/31/7. Mujaku Myōyū (1333–1393)
                - 59/32/8. Tenshin Yūteki (1341–1413) (Zuisekiji)

            - 57/30/6. Taigen Sōshin (zm. ok. 1371) (Butsudaji)
              - 58/31/7. Ryōdō Shinkaku
              - 58/31/7. Baisan Monpon (zm. 1417) (Ryūtakuji)
                - 59/32/8. Shingan Dōkū (1374–1449)
                  - 60/33/9. Sensō Esai (1409–1475)
                    - 61/34/10. Iyoku Chōyū
                      - 62/35/11. Mugai Keigon
                        - 63/36/12. Nenshitsu Yokaku
                          - 64/37/13. Sessō Hōseki
                            - 65/38/14. Taiei Zeshō
                              - 66/39/15. Nampo Gentaku
                                - 67/40/16. Zōden Yokō
                                  - 68/41/17. Ten’yu Sōen
                                    - 69/42/18. Ken’an Junsa
                                      - 70/43/19. Chōkoku Koen
                                        - 71/44/20. Senshū Donkō
                                          - 72/45/21. Fuden Gentotsu
                                            - 73/46/22. Daishun Kan’yu
                                              - 74/47/23. Tenrin Kanshū
                                                - 75/48/24. Sessan Tetsuzen
                                                  - 76/49/25. Fuzan Shunki
                                                    - 77/50/26. Jissan Mokuin
                                                      - 78/51/27. Sengan Bonryū
                                                        - 79/52/28. Daiki Kyōkan
                                                          - 80/53/29. Enjo Gikan
                                                            - 81/54/30. Shōun Hozui
                                                              - 82/55/31. Shizan Tokuchu
                                                                - 83/56/32. Nansō Shinshu
                                                                  - 84/57/33. Kankai Tokuon
                                                                    - 85/58/34. Kosen Baidō
                                                                      - 86/59/35. Gyakushitsu Sojun (187?–1891)
                                                                        - 87/60/36. Butsumon Sogaku (1858–1933)
                                                                          - 88/61/37. Gyokujun So’on ((1877–1934)
                                                                            - 89/62/38. Shōgaku Shunryū (1904–1971) Japonia, USA
                                                                              - 90/63/39. Gyugaku Hōitsu Suzuki
                                                                                - 91/64/40/2. Sojun Mel Weitsman (ur. 1929) USA
                                                                                  - 92/65/41/3. Josho Pat Phelan USA
                                                                                  - 92/65/41/3. Mary Mocine USA
                                                                                  - 92/65/41/3. Myoan Grace Schireson (ur. 1946) USA
                                                                                    - 93/66/42/4. Jane Mokaku Schneider USA
                                                                                    - 93/66/42/4. Myosho Baika Andrea Pratt (ur. 1960)

                                                                                  - 92/65/41/3. Shishu Roberts USA
                                                                                  - 92/65/41/3. Daijaku Judith Kinst USA
                                                                                  - 92/65/41/3. Soshin Teah Strozer USA
                                                                                  - 92/65/41/3. Chikudo Lew Richmond USA
                                                                                  - 92/65/41/3. Peter Yozen Schneider USA
                                                                                  - 92/65/41/3. Shosan Victoria Austin USA
                                                                                  - 92/65/41/3. Dairyu Michael Wenger (ur. 1947) USA
                                                                                    - 93/66/42/4. Darlene Su Rei Cohen (1942–2011) USA
                                                                                      - 94/67/43/5. Susan Ji-On Postal USA
                                                                                        - 95/68/44/6. Myozan Dennis Keegan USA

                                                                                      - 94/67/43/5. Horyu Ryotan Cynthia Kear USA
                                                                                      - 94/67/43/5. Sarita Tamayo-Moraga USA

                                                                                    - 93/66/42/4. Mark Lancaster USA
                                                                                    - 93/66/42/4. Marsha Angus USA
                                                                                    - 93/66/42/4. Barent ? świecki uczeń
                                                                                    - 93/66/42/4. Jamie Howell (ur. 1945) świecki uczeń

                                                                                  - 92/65/41/3. Hozan Alan Senauke (ur. 1947) USA
                                                                                  - 92/65/41/3. Maylie Scott (1935–2001) USA
                                                                                  - 92/65/41/3. Fran Tribe USA
                                                                                  - 92/65/41/3. Gil Fronsdal (ur. 1954) USA
                                                                                  - 92/65/41/3. Edward Espe Brown (ur. 1945) USA
                                                                                  - 92/65/41/3. Ryushin Zendo Paul Haller (ur. 1947)
                                                                                  - 92/65/41/3. Myogen Steve Stucky USA
                                                                                  - 92/65/41/3. Steve Weintraub USA
                                                                                  - 92/65/41/3. Zoketsu Norman Fischer (ur. 1946) USA
                                                                                    - 93/66/42/4. Do-An Robert Thomas USA
                                                                                    - 93/66/42/4. Shokan Jordan Thorn USA
                                                                                    - 93/66/42/4. Ingen Breen USA
                                                                                    - 93/66/42/4. Bruce Fortin USA
                                                                                    - 93/66/42/4. Arlene Lueck USA
                                                                                    - 93/66/42/4. Daigen Lueck USA
                                                                                    - 93/66/42/4. Shinko Rick Slone USA
                                                                                    - 93/66/42/4. Gloria Ann Lee USA
                                                                                    - 93/66/42/4. Myphon Hunt USA
                                                                                    - 93/66/42/4. Gyokujun Teishin Layla Smith (ur. 1946) USA
                                                                                    - 93/66/42/4. Eihei Peter Levitt świecki uczeń
                                                                                    - 93/66/42/4. Mick Sopko świecki uczeń

                                                                                  - 92/65/41/3. Zenkei Blanche Hartman USA
                                                                                    - 93/66/42/4. Kosho McCall (ur. 1946) USA
                                                                                    - 93/66/42/4. Seirin Barbara Kohn USA
                                                                                    - 93/66/42/4. Gangetsu Jana Drakka (ur. 1952) USA
                                                                                    - 93/66/42/4. John Daniel King (1935–2001) USA
                                                                                    - 93/66/42/4. Ryumon Hilda Guiterrez Baldoquin USA

                                                                                - 91/64/40/2. Jakusho Kwong (ur. 1935) USA
                                                                                - 91/64/40/2. Keido Les Kaye (ur. 1923) USA
                                                                                  - 92/65/41/3. Misha Shungen Merrill USA
                                                                                  - 92/65/41/3. Jean-Yves Leclerk
                                                                                  - 92/65/41/3. Om Devi Reynolds
                                                                                  - 92/65/41/3. Cornelia Junfu Shonkwiler
                                                                                  - 92/65/41/3. Etsudo Patty Krahl
                                                                                  - 92/65/41/3. Jintei Harold Little

                                                                                - 91/64/40/2. Robby Ryuzen Pellett (ur. 1956)

                                                                              - 90/63/39/1. Zentatsu Richard Baker (ur. 1936) USA
                                                                                - 91/64/40/2. Ryuten Paul Rosenblum USA
                                                                                - 91/64/40/2. Philip Whalen (1923–2002) USA
                                                                                - 91/64/40/2. Issan Dorsey (1933–1990) USA
                                                                                - 91/64/40/2. Chikai Yaku Jun (Harper Leah) (ur. 1946)
                                                                                - 91/64/40/2. Tenshin Reb Anderson (ur. 1943) USA
                                                                                  - 92/65/41/3. Meiya Wender USA
                                                                                  - 92/65/41/3. Furyu Nancy Schroeder USA
                                                                                  - 92/65/41/3. Taigen Dan Leighton (ur. 1950) USA
                                                                                  - 92/65/41/3. Kiku Christina Lehnherr USA
                                                                                  - 92/65/41/3. Myo Denis Lahey (ur. 1951) USA
                                                                                  - 92/65/41/3. Setsuan Gaelyn Godwin (ur. 1951) USA
                                                                                  - 92/65/41/3. Ananda Claude Dalenberg (1927–2008) USA
                                                                                  - 92/65/41/3. Eijun Linda Cutts USA
                                                                                  - 92/65/41/3. Taiyo Lipscomb USA
                                                                                  - 92/65/41/3. Sobun Katherine Thanas USA
                                                                                  - 92/65/41/3. Kokyo Henkel (ur. 1966) USA
                                                                                  - 92/65/41/3. Leslie James świecki uczeń
                                                                                  - 92/65/41/3. Paul Zengyu Discoe USA
                                                                                  - 92/65/41/3. Jakujo Gary McNabb USA
                                                                                  - 92/65/41/3. Chikudo Jerome Peterson (1928–2010) USA

                - 59/32/8. Ketsudō Nōshō
                  - 60/33/9. Nan’ei Kenshu
                    - 61/34/10. Kokai Chūsan
                      - 62/35/11. Tokugaku Shūkin
                        - 63/36/12. Taian Bonshu
                          - 64/37/13. Shingan Seisatsu
                            - 65/38/14. Kogō Shūgen
                              - 66/39/15. Tensho Zuigen
                                - 67/40/16. Daikō Genka
                                  - 68/41/17. Genan Shushin
                                    - 69/42/18. Tōsan Zentetsu
                                      - 70/43/19. Reian Sōju
                                        - 71/44/20. Shō’oku Seikichi
                                          - 72/45/21. Kyūsan Kōten
                                            - 73/46/22. Rinan Kōkin
                                              - 74/47/23. Tenkoku Ryubon
                                                - 75/48/24. Zaichi Keizon
                                                  - 76/49/25. Shungan Kei’itsu
                                                    - 77/50/26. Gakushū Sonitsu
                                                      - 78/51/27. Kasan Dō’etsu
                                                        - 79/52/28. Sonno Sōseki (Shūeki) (1649–1705)
                                                          - 80/53/29. Menzan Zuiho (1683–1769)
                                                            - 81/54/30. Teijitsu (bd) mniszka, była opatem Hakuju-an
                                                            - 81/54/30. Kōda Soryō (1702–1779)
                                                              - 82/55/31. Fuzan Gentotsu (zm. 1789)

                - 59/32/8. Jochū Tengin (1363–1437) (Daitōin)
                  - 60/33/9. Kisan Shosan (1377–1442)
                    - 61/34/10. Morin Shihan (1392–1487)
                      - 62/35/11. Shōshi Sōtai (Taishi Sōtai)
                        - 63/36/12. Kenchu Hantetsu
                          - 64/37/13. Daiju Sōkō
                            - 65/38/14. Kinpō Jusen
                              - 66/39/15. Kaiin Sochin
                                - 67/40/16. Tetsuei Seiton
                                  - 68/41/17. Shūkoku Chuton
                                    - 69/42/18. Ketsuzan Tetsuei
                                      - 70/43/19. Hōshi Sō’on
                                        - 71/44/20 Goho Dainon (Kainon)
                                          - 72/45/21 Tenkei Denson (1648–1735)
                                            - 73/46/22 Jikishi Gentan
                                              - 74/47/23 Kozan Garyu
                                                - 75/48/24 Tetsumen Ryobi
                                                  - 76/49/25 Ungai Seki'e
                                                    - 77/50/26 Ryumon Jisen
                                                      - 78/51/27 Daishin Gido
                                                        - 79/52/28 Zentei Soko
                                                          - 80/53/29 Mugai Zenryo
                                                            - 81/54/30 Sekioku Shinryu
                                                              - 82/55/31 Shinkai Yo'itsu (Tanaka)
                                                                - 83/56/31 Taihaku Priest

                                            - 73/46/22 Shōzan Monko
                                              - 74/47/23 Niken Sekiryo
                                                - 75/48/24 Reitan Roryū
                                                  - 76/49/25 Kakujō Tōsai
                                                    - 77/50/26 Kakuan Ryōgu
                                                      - 78/51/27 Ryōka Daibai
                                                        - 79/52/28 Ungan Guhaku
                                                          - 80/53/29. Baisan Hakujun (1898–1978)
                                                            - 81/54/30. Hakuyu Taizan Maezumi (1931–1995) Japonia, USA
                                                              - 82/55/31/1. Alfred Jitsudo Ancheta USA
                                                              - 82/55/31/1. Susan Myoyu Anderson-Palmer USA
                                                              - 82/55/31/1. Jan Chozen Bays (ur. 1945) USA
                                                              - 82/55/31/1. Charlotte Joko Beck (1917–2011) USA
                                                                - 83/56/32/2. Larry Jissan Christensen USA
                                                                - 83/56/32/2. Anna Christenson USA
                                                                - 83/56/32/2. Geoff Dawson USA
                                                                - 83/56/32/2. Greg Howard USA
                                                                - 83/56/32/2. Barry Magid (ur. 1949) USA
                                                                - 83/56/32/2. Gary Nafstad USA
                                                                - 83/56/32/2. Barbara Muso Penn USA
                                                                - 83/56/32/2. Elihu Genmyo Smith (ur. 1948) USA
                                                                - 83/56/32/2. Diane Eshin Rizzetto (ur. 1942) USA

                                                              - 82/55/31/1. Charles Tenshin Fletcher USA
                                                              - 82/55/31/1. Tetsugen Bernard Glassman (ur. 1939) USA
                                                              - 82/55/31/1. John Daido Loori (1931–2009) USA
                                                              - 82/55/31/1. Dennis Genpo Merzel (ur. 1944) USA, Europa
                                                                - 83/56/32/2. Catherine Genno Pages
                                                                - 83/56/32/2. John Shodo Flatt USA
                                                                - 83/56/32/1 Anton Tenkei Coppens Holandia
                                                                - 83/56/32/1. Małgosia Jiho Braunek Polska Kanzeon Związek Buddyjski
                                                                - 83/56/32/2. Daiel Doen Silberberg USA
                                                                - 83/56/32/2. Nico Sojun Typeman USA
                                                                - 83/56/32/2. Nancy Genshin Gabrysch USA
                                                                - 83/56/32/2. Diane Musho Hamilton USA
                                                                - 83/56/32/2. Michael Mugaku Zimmerman USA
                                                                - 83/56/32/2. Rich Taido Christofferson USA
                                                                - 83/56/32/1. Michel Genko Dubois Francja
                                                                - 83/56/32/2. Tamara Myoho Gabrysch USA
                                                                - 83/56/32/2. Maurice Shonen Knegtel USA
                                                                - 83/56/32/2. KC Kyozen Sato USA
                                                                - 83/56/32/2. Judi Kanchi Warren USA

                                                              - 82/55/31/1. Nicole Jikyo Miller-McMahon USA
                                                              - 82/55/31/1. Louis Mitsunen Nordstrom (ur. 1943) USA
                                                              - 82/55/31/1. John Tesshin Sanderson Meksyk, Hiszpania
                                                              - 82/55/31/1. Gerry Shishin Wick USA
                                                              - 82/55/31/1. William Nyogen Yeo (ur. 1936) USA

                          - 64/37/13. Zaiten Soryu
                            - 65/38/14. Rikusan Sogei
                              - 66/39/15. Gyokuso Sozui
                                - 67/40/16. Ten’yu Sosei
                                  - 68/41/17. Chō’oku Jukei
                                    - 69/42/18. Hōkoku Jukin
                                      - 70/43/19. Nenshu Donju
                                        - 71/44/20. Ikoku Eiteki
                                          - 72/45/21. Gikoku Senshuku
                                            - 73/46/22. Ranryu Joshu
                                              - 74/47/23. Kashu Shōkei
                                                - 75/48/24. Shinryō Kyūtetsu
                                                  - 76/49/25. Kakuhō Shuen
                                                    - 77/50/26. Kakuin Eryō
                                                      - 78/51/27. Kakutan Inshū
                                                        - 79/52/28. Hōzan Shūkyō
                                                          - 80/53/29. Reizan Ryōchin
                                                            - 81/54/30. Shūzan Taion
                                                              - 82/55/31. Shōun Taizui
                                                                - 83/56/32. Kanzan Taiō
                                                                  - 84/57/33. Nyosan Mokuzen
                                                                    - 85/58/34. Chūzan Ninkō
                                                                      - 86/59/35. Hakusan Kōjun (1914–2007)
                                                                        - 87/60/36/1. Shaku Genshō (ur. 1944) Węgry

                  - 60/33/9. Sekisō Enchū (zm. 1455)
                    - 61/34/10. Taigan Sōbai (zm. 1502)
                      - 62/35/11. Kensō Jōshun (zm. 1507)
                        - 63/36/12. Jizan Jokun
                          - 64/37/13. Daichū Reijō
                            - 65/38/14. Nan’o Ryōkun
                              - 66/39/15. Daijū Ryūzon
                                - 67/40/16. Hōgan Zensatsu
                                  - 68/41/17. Ryōzan Chōzen
                                    - 69/42/18. Kisshū Genshō
                                      - 70/43/19. Kigai Mon’ō
                                        - 71/44/20. Kanshu Taisatsu
                                          - 72/45/21. Tenso Juntetsu
                                            - 73/46/22. Kenkoku Keisatsu
                                              - 74/47/23. Raiten Gensatsu
                                                - 75/48/24. Kengan Zesatsu
                                                  - 76/49/25. Hōkoku Satsuyū
                                                    - 77/50/26. Rotei Shoshuku
                                                      - 78/51/27. Fuhō Tatsuden
                                                        - 79/52/28. Kazan Jakuchū
                                                          - 80/53/29. Bunzan Kōrin
                                                            - 81/54/30. Daichū Bunki (Daichū Getsuzan)
                                                              - 82/55/31. Chokō Bungei
                                                                - 83/56/32. Roso Ezen (Roshū Ezen)
                                                                  - 84/57/33. Ryosai Emon (Reisai Emon)
                                                                    - 85/58/34. Tokuzui Tenrin
                                                                      - 86/59/35. Shogaku Rinzui
                                                                        - 87/60/36. Butsuzan Zuimyō
                                                                          - 88/61/37. Bukan Myōkoku
                                                                            - 89/62/38. Butsu’an Emyō
                                                                              - 90/63/39. Zuigaku Rempō (1905–1993)
                                                                                - 91/64/40. Gudō Wafu (ur. 1919)
                                                                                  - 92/65/41/1. Chigen Jundo James Cohen (ur. 1960)

                  - 60/33/9. Kisan Shōsan

            - 57/30/6. Mutan Sokan (zm. 1387) (Shōenji)
            - 57/30/6. Yotaku Tsūgen Jakurei (1322–1391) (Yōtakuji, Ryūsenji)
              - 58/31/7. Sekioku Shinryō (Fukushōji)
                - 59/32/8. Chikkyo Shoyū
                  - 60/33/9. Zaisan Don’ei
                    - 61/34/10. Kishi Iban
                      - 62/35/11. Daian Shueki
                        - 63/35/12. Ishū Chūshin
                          - 64/36/13. Shunmei Shitō
                            - 65/37/14. Unan Toryū
                              - 66/38/15. Ryūshitsu Chikyū
                                - 67/39/16. Yōshitsu Zuijaku
                                  - 68/40/17. Kaiō Genkyo
                                    - 69/41/18. Daishitsu Chōyū
                                      - 70/42/19. Kan’oku Shuntoku
                                        - 71/43/20. Ryūzan Shūdon
                                          - 72/44/21. Chikurin Eikai
                                            - 73/45/22. Chikuō Shōrin
                                              - 74/46/23. Renbaku Shōhen
                                                - 75/47/24. Tetsugin Shuyō
                                                  - 76/48/25. Ryōchō Shōtatsu
                                                    - 77/49/26. Tanzan Kyōhō
                                                      - 78/50/27. Chikuyhō Shuzan
                                                        - 79/51/28. Kidō Gikan
                                                          - 80/52/29. Honkō Jissen
                                                            - 81/53/30. Chōgai Kenshū
                                                              - 82/54/31. Shōshū Gendō
                                                                - 83/55/32. Ryōzan Entō
                                                                  - 84/56/33. Ittō Kankoku
                                                                    - 85/57/34. Gentei Kanryū
                                                                      - 86/58/35. Nannō Suiō
                                                                        - 87/59/36. Bukkai Sentoyu
                                                                          - 88/60/37. Zengaku Sōyū (Matsuoka)

                - 59/32/8. Kakuin Eihon
                  - 60/33/9. Teian Sōbai
                    - 61/34/10. Chiku Ōsōshō
                      - 62/35/11. Tōgan Zenyo
                        - 63/36/12. Mokuchū Keihō
                          - 64/37/13. Fujin Zensaku
                            - 65/38/14. Kōzan Zenchi
                              - 66/39/15. Tenan Zenshuku
                                - 67/40/16. Hakuo Chōden
                                  - 68/41/17. Kokan Onyō
                                    - 69/42/18. Bungai Ontotsu
                                      - 70/43/19. Yōzan Chigen
                                        - 71/44/20. Gettei Yōden
                                          - 72/45/21. Fumetsu Tannen
                                            - 73/46/22. Goun Jitsuon
                                              - 74/47/23. Maido Giken
                                                - 75/48/24. Daian Onchū
                                                  - 76/49/25. Daiun Gentō
                                                    - 77/50/26. Kizan Genkei
                                                      - 78/51/27. Daiki Keidō
                                                        - 79/52/28. Hekiun Daitō
                                                          - 80/53/29. Jiun Kōnyo
                                                            - 81/54/30. Daikō Ryudō
                                                              - 82/55/31. Daiji Tsugen (Narasaki)
                                                                - 83/56/32. Zuiko Redding

                - 59/32/8. Chikkyo Shōyu
                  - 60/33/9. Kishi Iban
                    - 61/34/10. Daian Shueki
                      - 62/35/11. Zengan Tōjun
                        - 63/36/12. Togaku Zuiken
                          - 64/37/13. Keigan Shuzui
                            - 65/38/14. Gosho Keiton
                              - 66/39/15. Reigan Genpa
                                - 67/40/16. Kyogen Shutoku
                                  - 68/41/17. Chino Shotaku
                                    - 69/42/18. Tenko Shutai
                                      - 70/43/19. Taio Yushu
                                        - 71/44/20. Kiun Hokan
                                          - 72/45/21. Futetsu Keibun
                                            - 73/46/22. Yuzan Seishuku
                                              - 74/47/23. Tengoku Taikun
                                                - 75/48/24. Gakuho Keiun
                                                  - 76/49/25. Tannen Ryojo
                                                    - 77/50/26. Shoin Kencho
                                                      - 78/51/27. Domyo Bunzen
                                                        - 79/52/28. Sekitei Koun
                                                          - 80/53/29. Ikkei Eho
                                                            - 81/54/30. Suigan Soin
                                                              - 82/55/31. Jitsuzan Takuhon
                                                                - 83/56/32. Kotsuzan Eko
                                                                  - 84/57/33. Zetsugaku Ryoi
                                                                    - 85/58/34. Hakushu Gyojaku
                                                                      - 86/59/35. Hakugan Dokuhi
                                                                        - 87/60/36. Dairei Fuhaku
                                                                          - 88/61/37. Togan Tonei
                                                                            - 89/62/38. Jisho Essan
                                                                              - 90/63/39. Etsudo Kasan
                                                                                - 91/64/40. Kaun Tokai
                                                                                  - 92/65/41. Chisan Etsudo
                                                                                    - 93/66/42. Shingetsu Kakushu
                                                                                      - 94/67/43. Kensho Gishu
                                                                                        - 95/68/44. Butsugen Joshin
                                                                                          - 96/69/45. Ejo Mcmullen

                        - 63/36/12. Sokuō Eiman
                          - 64/37/13. Hanrin Zuishun
                            - 65/38/14. Isen Sōgei
                              - 66/39/15. Ryokushi Tōsho
                                - 67/40/16. Mitsuden Kison
                                  - 68/41/17. Sen’an Myōgen
                                    - 69/42/18. Kengan Sōin
                                      - 70/43/19. Yūzan Chōshuku
                                        - 71/44/20. Kenshū Shunsatsu
                                          - 72/45/21. Kōgan Chōkun
                                            - 73/46/22. Gushin Shūken
                                              - 74/47/23. Sōsen Myōkai
                                                - 75/48/24. Daisō Chigan
                                                  - 76/49/25. Dokusen Takuryū
                                                    - 77/50/26. Gyōgan Genshū
                                                      - 78/51/27. Daibi Keijun
                                                        - 79/52/28. Taisei Seikai
                                                          - 80/53/29. Seigan Genshuku
                                                            - 81/54/30. Zenkoku Genjun
                                                              - 82/55/31. Bokugan Ryōjun
                                                                - 83/56/32. Kigan Hōsen
                                                                  - 84/57/33. Kakuan Dairin
                                                                    - 85/58/34. Kōgan Keichū
                                                                      - 86/59/35. Taiun Gensei
                                                                        - 87/60/36. Mankai Taikei
                                                                          - 88/61/37. Mokuden Daiyō
                                                                            - 89/62/38. Keishitsu Ichimei
                                                                              - 90/63/39. Zentō Dairyū
                                                                                - 91/64/40. Kanchū Setsudō
                                                                                  - 92/65/41. Daigaku Shūdō
                                                                                    - 93/66/42. Yōin Kōsoku
                                                                                      - 94/67/43. Kōun Franz

                          - 64/37/13. Tenpo Zonsa
                            - 65/38/14. Kihaku Zuihō
                              - 66/39/15. Daiyū Sōshun
                                - 67/40/16. Ichiō Hōkei
                                  - 68/41/17. Bun’ō Zengei
                                    - 69/42/18. Denshi Rinteki
                                      - 70/43/19. Igan Sōtetsu
                                        - 71/44/20. Unkei Tōsui (zm. 1683) nie pozostawił spadkobiercy

              - 58/31/7. Ikkei Eishū (zm. 1403)
              - 58/31/7. Fusai Zenkyū (1347–1408) (Zenrinji)
                - 59/32/8. Gyoku'so Riotin
                  - 60/33/9. Shokai Jiko
                    - 61/34/10. Myoshitsu Eto
                      - 62/35/11. Kokugan Shuho
                        - 63/36/12. Suian Shosen
                          - 64/37/13. Joan Shoto
                            - 65/38/14. Sanwo Juin
                              - 66/39/15. Chumyo Zenteki
                                - 67/40/16. Daisen Junchi
                                  - 68/41/17. Fui Eryo
                                    - 69/42/18. Muin Eyu
                                      - 70/43/19. Ippo Sojun
                                        - 71/44/20. Moan Soshuku
                                          - 72/45/21. Kosetu Junsa
                                            - 73/46/22. Shinan Gentatsu
                                              - 74/47/23. Gekkai Soju
                                                - 75/48/24. Nanriyu Sonjun
                                                  - 76/49/25. Takuchu Yuton
                                                    - 77/50/26. Gokei Yoton
                                                      - 78/51/27. Goho Yoju
                                                        - 79/52/28. Tengan Shunsa
                                                          - 80/53/29. Osan Yosa
                                                            - 81/54/30. Hakudo Jurin
                                                              - 82/55/31. Getsudo Kaiin
                                                                - 83/56/32. Gekko Riomon
                                                                  - 84/57/33. Kodo Soun
                                                                    - 85/58/34. Kohan Tetsuzan
                                                                      - 86/59/35. Sokai Tetsuriyu
                                                                        - 87/60/36. Umon Katsuriyu
                                                                          - 88/61/37. Shudo Tetsukan
                                                                            - 89/62/38. Isseki Tetsugan
                                                                              - 90/63/39. Taino Tetsushi
                                                                                - 91/64/40. Zenguetsu Suigan (zm. 1996)
                                                                                  - 92/65/41. Shingetsu Soen (ur. 1948)

              - 58/31/7. Tenshin Jishō
              - 58/31/7. Tenyō Soyō
                - 59/32/8. Tensen Somei
                  - 60/33/9. Jikiō Chūhen
                    - 61/34/10. Kaisō Eibai
                      - 62/35/11. Eisan Honkō
                        - 63/36/12. Shōgan Shūrin
                          - 64/37/13. Daiun Eizui
                            - 65/38/14. Guan Dōten
                              - 66/39/15. Kanshitsu Tokaku
                                - 67/40/16. Myōgaku Rinkaku
                                  - 68/41/17. Yuzan Genei
                                    - 69/42/18. Kaigan Shūeki
                                      - 70/43/19. Myōkoku Bunsatsu
                                        - 71/44/20. Tōkoku Shūnan
                                          - 72/45/21. Nisshin Sontō
                                            - 73/46/22. Kyūhō Junshō
                                              - 74/47/23. Kaidō Jakuryō
                                                - 75/48/24. Taikyō Denshō
                                                  - 76/49/25. Rinjō Koshin
                                                    - 77/50/26. Shunjō Yōrin
                                                      - 78/51/27. Senryū Kakuzen
                                                        - 79/52/28. Zenshitsu Rentō
                                                          - 80/53/29. Zenshō Renmei
                                                            - 81/54/30. Zenmei Renshō
                                                              - 82/55/31. Rendō Ekō (Hashimoto)

              - 58/31/7. Ryōan Emyō (Saijōji)
                - 59/32/8. Mugoku Etetsu (Ryūonji)
                - 59/32/8. Daikō Myōshū (Sōneiji)